# Мост
Вижте пояснителната страница за други значения на Мост.
Мостът е конструкция, изградена с цел безопасното преминаване на пешеходци, моторни превозни средства или влакове над физически препятствия като проход, долина, път, жп линии, река, залив или друг воден басейн. Мостовете са едно от най-старите инженерни изобретения на човечеството. Конструкциите им варират в зависимост от функцията на моста, характера на терена, използвания за направата материал и наличните средства за изграждане.

## История

### Примитивни мостове
Строителството на мостове започва в дълбока древност и съпътства развитието на обществото и прогреса в различните области на техниката. По всяка вероятност първите мостове са дървета, случайно паднали над някой поток, или естествени сводове, образувани от изветрянето на скалите, като Чудните мостове в Родопите. След като хората придобиват необходимите умения и инструменти за това, те започват да имитират тези естествени мостове, поставяйки над реките отсечени дървета. С времето те започват да поставят междинни опори и да усъвършенстват тези прости конструкции, превръщайки ги в същински дървени мостове.
По подобен начин мостовете от лиани възникват дълго преди зиданите конструкции. Главните носещи елементи на тези примитивни висящи конструкции са въжета, изплетени от лиани или бамбук и прикрепени в краищата си към скали или стебла на дървета. Поради нетрайността на дървените мостове е трудно да се каже дали те възникват преди или след първите каменни мостове, представляващи цели каменни плочи или блокове, поставени над препятствието.
Съществуват мостове, изградени с използването на живи растения. Така например в Североизточна Индия за създаването на мостове се използват издънките на корените на каучуковото дърво. Когато те достигнат до другия бряг, хората ги оставят да се вкоренят в почвата. След 10 – 15 години се получава здрав природен мост. Такива мостове издържат теглото на 50 души. В Япония през стръмните брегове на реките са правени окачени мостове от лози. От двете страни на брега се избират две лози, които при достигане на необходимата дължина се свързват една с друга и по-късно се изплита мост.

## Основни части
Мостът се състои от връхна конструкция и опори. Върху връхната конструкция се пренасят товарите. Тя има пътно платно, пътна скара (надлъжни и напречни греди), главни носещи елементи (греди, рамки, дъги, въжета и др.) и стабилизиращи връзки. Между връхната конструкция и опорите на моста се поставят специални свързващи елементи (лагери, стави), които осигуряват определена подвижност на системата. При някои конструкции тези елементи се вграждат в самата връхна конструкция. Лагерите и ставите са стоманени или стоманенобетонни тела, оловни ивици и др. Опорите отвеждат теглото на товарите от връхната конструкция в терена. Те се разделят на междинни, така наречени стълбове и крайни, така наречени устои на моста. Устоите са изчислени да поемат както вертикални така и хоризонтални натоварвания. Обикновено те се изграждат от бетон. Тази част с която опората стъпва на терена се нарича фундамент, а частта над фундамента се нарича тяло на опората. Когато опорите са потопени във водни течения трябва да са осигурени със специална облицовка и форма за по-добра обтекаемост. В най-горната си част опорите имат стоманобетонни възглавници или вградени каменни блокове, които се наричат кусинети. При някои стоманобетонни и каменни (зидани) мостове, връхната конструкция и опорите са едно цяло.
Освен основните елементи на моста има много допълнителни елементи, които трябва да подобрят общото функциониране на съоръжението. Поради температурните разлики през различните периоди на годината се получава изменение на дължината на конструкцията, което трябва да се компенсира с допълнителни съоръжения. Те трябва да осигурят плавно преминаване на превозните средства по платното и да бъдат максимално безшумни, както и да издържат на механичните въздействия от превозните средства.

## Видове мостови конструкции

### Дървени мостове
Едни от най-старите мостове представляват стебло на голямо дърво през река или пропаст. Дървото се използва при по-сложни конструкции като рамкови и фермови мостове. През 18 век строителството на дървени мостове достига един от най-високите си точки в развитието си със строителството на мостове като например моста при Шафхаузен през Рейн. Той е дълъг 120 m и има само една междинна основа. По-нататъшното развитие на рамковите мостове става в първата половина на 19 век в Северна Америка при строителството на железопътните линии през континента, при които между другото се строят дървени рамкови мостове, изработени от кръгли греди.

#### Покрити мостове
Две от причините за строителството на покрити мостове е запазването на дървото на конструкцията от атмосферните въздействия и за намаляването на стреса при животинските впрягове (например коне) от вида на течащата вода в реката.
Покрит дървен мост с 64 малки магазинчета е имало в Ловеч, България, но е изгорял през 1925 г. Заменен е около 1930 г. с модерен – железобетонна конструкция (на картинката) в духа на стария мост. В по-ново време без спазване на Закона за паметниците на културата е престроен и облицован с дървени летви като имитация на старата дървена конструкция.

### Зидани сводови мостове
Зидани сводове се използват поне от средата на 3 хилядолетие пр.н.е. в Древен Египет, като от този период са запазени сводови гробници. Сред най-старите известни мостови съоръжения със сводова конструкция са няколко водостока с отвор около 4 m от Микенската епоха (втората половина на 2 хилядолетие пр.н.е.) в Древна Гърция. В Древен Рим сводовете се използват широко за изгражадне на канализационни тунели, най-старият запазен от които е Клоака Максима от 6 век пр.н.е.
На римляните се дължи и усъвършенстването и масовото приложение на зиданите сводови мостове, подтиквано от нуждите на разрастващата се Римска империя и изгражданата трансконтинентална пътна мрежа. Класическите римските мостове са масивни, с полукръгли сводове, стъпващи върху дебели стълбове с ширина приблизително равна на половината от отвора на свода. Един от най-старите и исторически значими римски сводове мостове е Милвийския мост, построен през 206 година пр.н.е. над река Тибър, на северните подстъпи към Рим. През 3 век се появяват мостовете с понижен свод, един от ранните примери за които е Лимирският мост в Ликия.
В началото на 1 хилядолетие зиданите сводови мостове се разпространяват и в Азия, където се появяват и стреловидни сводове, които намаляват хоризонталните реакции в мостовите опори. Джаоджоу, най-старият използван и днес мост в Китай, е завършен през 605 година и е първият известен мост с облекчителни отвори, разположени над главния свод. Разцветът в строителството на сводови мостове в Китай е достигнат в края на 15 век, когато с относително стройни конструкции се преодоляват отвори около 20 m.
В Европа и през Средновековието продължава строителството на мостове от римски тип, като по-често се използват понижени и стреловидни сводове, а понякога се добавят стражеви кули. През Ренесанса започва да се отделя по-голямо внимание на декоративните елементи са сметка на чисто комуникационните функции на мостовете, като се изграждат сложни покрити съоръжения, като Понте Векио във Флоренция и Риалто във Венеция.

### Желязо и стомана

#### Чугун и ковано желязо
През 18 век са направени много нововъведения в конструкцията на дървените мостове. С промишлената революция през 19 век се появяват нови фермови конструкции от чугун за по-големи мостове. Чугунът има по-ниска температура на топене от стоманата, но няма достатъчна опънна якост, за да поема големи натоварвания. Поради ниската си еластичност чугуна е изместен първоначално от кованото желязо, а по-късно от стоманата. Независимо от това до 1910 г. в района на Барлин са използвани особено за изграждането на Берлинската градска железница носещи колони излети от чугун.

#### Стоманени мостове
Стоманата притежава много по-голяма здравина на опън и натиск и се използва основно при строителството на мостове под формата на въжета, профили или ламарини. Използват се и стоманени отливки. Недостатък е корозията. За разлика от горещопоцинкованите мостове, които имат защита от корозия за минимум 100 г. покритието на боядисаните мостове трябва да се подновява на всеки 30 години. Стоманата се използва основно при строителството висящи мостове, фермени мостове и други.

#### CFST-мостове
Един специален вид на конструкция на мостове е тази на CFST-моста (Concrete Filled Steel Tube) или това са мостове от стоманени тръби, запълнени с бетон. Тези мостове се строят в Китай от 1990 г. Това са мостове с дъгова носеща конструкция или аркови мостове. Първоначално се прави носещата дъга от кухи тръби и след това те се запълват с бетон.

### Обикновен и предварително напрегнат стоманобетон
С появата на стоманата и стоманобетона през 20 век започват да се строят много по-големи мостове. Стоманобетонът обединява предимствата на бетона и стоманата. При това бетонът обхваща стоманата от всички страни и го предпазва от корозия. При това стоманата придава якостта си на конструкцията, тъй като двата материала имат аналогични коефициенти на температурно разширение.
Има няколко вида стоманобетон:
Стоманобетон: В кофраж се поставя армировката и се отлива бетона в него. Този стоманобетон е обикновен стоманобетон.
Предварително напрегнат бетон: По принцип този вид бетон се използва при дължини от 10 до 25 m. При това една част от армировката, в предварително напрегнатия бетон е опъната (притегната). При това в бетона се получава едно налягане в, което предотвратява образуването на пукнатини в него и оттам на по-големи огъвания в конструкцията. В зависимост е положението на предварително напрегнатата арматура се отличава вътрешно предварително напрягане или външно предварително напрягане. При вътрешното предварително напрягане предварително напрегнатата арматура се намира в сечението на бетона и се обхваща изцяло от него. При външното предварително напрягане предварително напрегнатите елементи се намират извън сечението на бетона и могат да бъдат подменяни. Външното предварително напрягане често се използва в комбинация с вътрешно напрегнат бетон.

### Окачени конструкции

#### Вантови мостове
Вантов мост е вид окачен мост, състоящ се от един или повече пилони, съединени с пътното платно посредством прави (изпънати) стоманени въжета (ванти). За разлика от висящите мостове, при които пътното платно се придържа от вертикални въжета, които от своя страна са закрепени към опънати по цялата дължина въжета, при вантовите мостове носещите въжета са съединени непосредствено с пилоните.
Едно от основните преимущества е получената при тази конструкция голяма неподвижност на пътното платно, което ги прави подходящи и за железопътни мостове. Първият железопътен вантов мост е построен през 1979 г. в Белград.

#### Висящ мост
Висящ мост е вид мост с висяща носеща конструкция. При него пътната конструкция е окачена на вертикални окачвачи, а те от своя страна – на главни въжета.
Строят се от дълбока древност и обхващат както прости мостове от дъски и въжета, така и огромни мостове от стомана и бетон. Те са особено ефективни при голямо разстояние между опорите, като към 2007 г. всички реализирани мостове с отвор над 900 m са висящи.
Един от първите, който строи висящи мостове в света, е тибетският светец и строител на мостове Тангтонг Гялпо, който изгражда мостове, като използва стоманени вериги в своите прости висящи мостове. През 1433 г. той построява осем моста в Източен Бутан. Последният оцелял верижен мост на Гялпо е съществувал до 2004 г.
Основното предимство на висящите мостове е възможността да се направи мост с голямо разстояние между опорите при минимално количество на използваните материали. Използването на съвременни материали с голяма здравина на скъсване съществено се намалява собственото тегло на тези конструкции. Могат да бъдат изградени на голяма височина над водата, като отсъствието на междинни подпори дава възможност те да се изграждат между високи брегове и над пропасти. Тъй като са сравнително гъвкави, те са по-устойчиви на земетресения и силни ветрове. Основните напрежения във висящия мост са напреженията в носещите въжета и вертикалният натиск в носещите опори. Поради сравнително простото разпределение на силите на натоварване по различните елементи на конструкцията, изчисляването на конструкцията е сравнително лесно. Под действието на собственото тегло на носещите въжета и пътната конструкция въжетата провисват до форма, близка до параболата.

### Подвижни мостове
Железопътен мост Ел Фердан. Мостът се намира на около 20 km северно от Исмаилия и е изграден през 2001 г. Това е най-дългият въртящ се мост в света. Дълъг е в средата 340 m и има две дължини към сушата по 150 m.
Подвижните мостове са вид мостове, при които част от връхната конструкция може да се премества, позволявайки преминаването на относително високи транспортни средства, които не биха могли да преминат под моста в нормално положение. Могат да представляват и защитни съоръжения например на крепости в миналото.

### Понтонни мостове
Опира се на понтони, плаващи елементи, които го поддържат над водата и поемат натоварванията. Понтонните мостове обикновено са временни съоръжения, но някои се използват за дълги периоди от време. Най-често те се изграждат като военни съоръжения за прехвърляне на военна техника.

### Нови материали и технологии

#### 3D печатане
Развитието на триизмерния печат за голямообемни детайли за строителството позволява изграждането на строителни конструкции като сгради и мостове. Първият мост, построен чрез използването на принтери за 3D и подходящи материали, се намира в Мадрид. Откриването на този пешеходен мост в градския парк на Кастила-ла Манча в Алкобендас става на 14 декември 2016 г. Мостът има обща дължина от 12 m и широчина 1,75 m и е отпечатан с използването на микроусилен бетон. Архитектурният дизайн е извършен от Institute for Advanced Architecture of Catalonia. Бъдещото развитие на тази технология ще доведе до откриването на много нови материали, подходящи за строителни конструкции, както и много висока производителност на оборудването и възможност да се изработва цялата конструкция на място.

#### Пластмаса
От 90-те години на 20 век се строят мостове от фибро-армирана пластмаса. Тази технология и материали се използва основно за пешеходни и велосипедни мостове. Един от първите мостове е изграденият през 1990 г. на голфигрището в Aberfeldy (Perth and Kinross) Шотландия. В Boothbay, Мейн през 2012 г. има изграден мост с дължина 160 m. Съгласно изследвания от Холандия, изградените от този материал мостове са използвали по-малко сива енергия и са натоварили с по-малко CO2.
- Един от първите мостове изградени от пластмаса в Aberfeldy
- GFK-мост над път B106 при Шверин

## Класификация

### По предназначение
Според предназначението си мостовете могат да бъдат:
- пешеходни
- велосипедни
- пътни
- железопътни
- мостове-канали
- мостове-тръбопроводи
- екологични за преминавене на различни животни през пътнотранспортни магистрали (Екодукт).

Често мостовете се използват за повече от една цел. Например пътните и велосипедните мостове обикновено се използват и от пешеходци.
Мост с голям брой отвори, обикновено пътен, се нарича виадукт. Акведуктът е мост, предназначен за пренос на вода на големи разстояния. Мостовете над път или железопътна линия се наричат надлези. Мостове с малка дължина, които премостват малка река или поток, или имат за цел да провеждат водни количества през път или жп линия, се наричат водостоци

### По статическата схема на връхната конструкция
- Гредови – връхната конструкция е една или повече надлъжни греди, евентуално обединени с плоча.
- Плочести (декови) – връхната конструкция е плоча
- Кутиени – връхната конструкция е с кухо напречно сечение във формата на кутия
- Фермови – носещата конструкция е ставно-прътова ферма или ферма с корави възли
- Висящи – носещата конструкция въже, опънато между два пилона
- Вантови – платното се носи от въжета, опънати между платното и пилона
- Дъгови
- Понтонни

### По материал
Според материала на основната носеща конструкция мостовете се разделят на:
- Дървени. До масовото производство на стомана често се използват дървени фермови мостове. В наши дни се прилагат предимно при леки натоварвания.
- Зидани. Обикновено от каменна зидария, в по-редки случаи от тухли. Обичайната конструктивна схема при зиданите мостове е дъга. Те са най-масовият вид мостове до средата на 19 век, много от тях се използват и днес.
- Железни (Чугунени). От края на 18 век до масовото производство на стомана в началото на 20 век се строят и мостове от чугун, най-често железопътни.
- Стоманени. Въпреки по-скъпата си поддръжка, стоманените мостове са предпочитани при по-значителни отвори. Прилагат се повечето конструктивни схеми. Най-големите мостове в света са стоманени висящи системи и вантови системи.
- Стоманобетонни. Мостовете от обикновен и предварително напрегнат стоманобетон са най-често срещаните днес.
- Комбинирани. При тях се разчита на комбинираното действие на два или повече материала, най-често стомана и стоманобетон, образуващи един елемент.

## Мостовете в изкуството

### В изобразителното изкуство
Красотата на тези инженерни съоръжения в съчетанието с природата около тях е привличала винаги художниците в света. Това се отнася и за импресионистите и постимпресионистите като Клод Моне, Винсент ван Гог, Джоузеф Търнър, Пол Сезан както и художници като Кацушика Хокусай.
В най-стария дървен мост в Европа и втория по дължина с неговите над 202 м намиращ се в Люцерн, се намират 111 триъгълни картини в горната част под покрива. Тези картини са свързани с историята на Швейцария. Тези картини са уникални и нямат аналог на друго място в света. Мостът става жертва на пожар на 18 август 1993 г. вероятно от хвърлена цигара. Пожарът разрушава една голяма част от моста и между другото 78 от 111-те картини. Извадени са останките на 47 от картините, от които 30 картини са реставрирани до 1998 г. Самата дървена конструкция е възстановена изцяло поради наличието на подробна спецификация на всички елементи.

### Христо Явашев – Кристо
Христо Явашев – Кристо има проекти, свързани с мостове. През 1985 г. той опакова моста Пон Ньоф в Париж.
През 2015 г. Кристо изгражда отдавна подготвяния проект с Жан-Клод за плаващи кейове. Инсталацията представлява плаваща пътека с дължина 3 km в езерото Изео в Италия. Нейната ширина е 16 m. Тя свързва брега при Сулцано с островите Монте Изола и Сан Паоло. Пътеката е изградена от около 220 000 полиетиленови кубове с висока плътност, които са сглобени като мозайка. Те са покрити със 100 000 m² жълто-оранжев плат. Изградена като понтонни мостове тази инсталация за 16-те дни е посетена от над 1 200 000 души, преминали през нея.

### В киното
Много филми са свързани с мостове, особено тези, в основата на които са военни действия. Такива филми са например Мостът на река Куай по романа на Пиер Бул, Мостът (за края на Втората световна война в Германия) и Недостижимият мост (филм).
Филмът на Стивън Спилбърг Мостът на шпионите пресъздава историческите факти за използването на известния като Глиникски мост до Потсдам над река Хавел за обмен на заловени шпиони между САЩ и СССР. Първият и най-известен случай е замяната на Рудолф Абел и Франсис Гари Пауърс, американски пилот свален на 1 май 1960 г. над Свредловск.

## Интересни факти
- Най-много мостове има изградени в Хамбург, Германия – близо 2500 броя.
- Най-дългата мостова конструкция в света е виадуктът на високоскоростната железопътна линия Пекин-Шанхай. Той е дълъг 164,8 км, от които 9 км. над водни площи.
- В провинция Хубей в Китай е построен уникален екологичен мост по протежение на реката, а не както нормално се правят мостове: през реката. Причината е да се избегне изсичане на горите в района.[13]
- На мостовете е наречена улица в квартал „Драгалевци“ в София (Карта).